# Bohdaniwka (Pawlohrad)
Bohdaniwka (ukrainisch Богданівка; russisch Богдановка Bogdanowka) ist ein Dorf im Osten der ukrainischen Oblast Dnipropetrowsk mit etwa 5000 Einwohnern (2004).

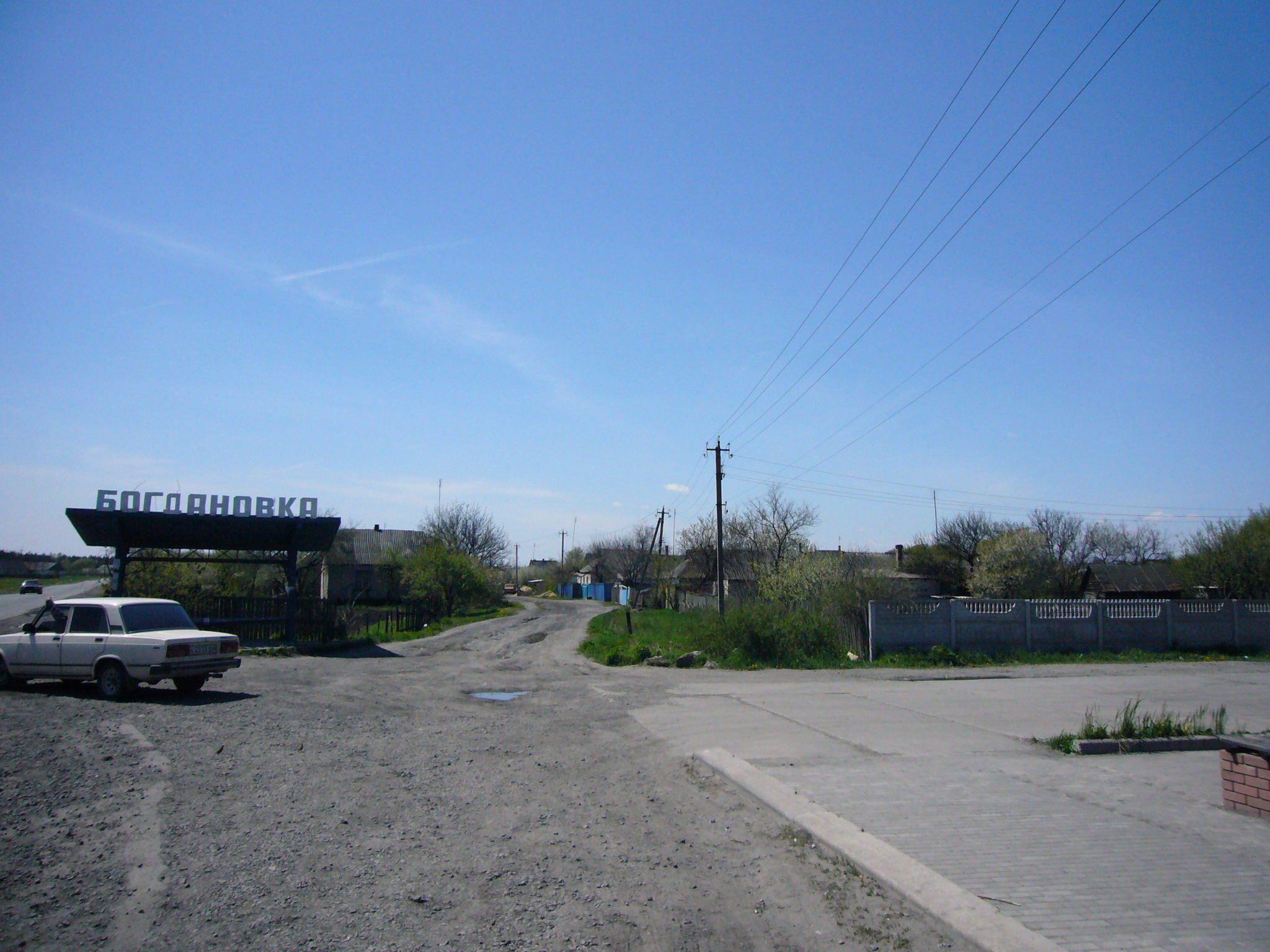
Ortseingang Bohdaniwka 2007

## Geographische Lage
Das Dorf liegt im Rajon Pawlohrad, 23 km östlich vom Rajonzentrum Pawlohrad am linken Ufer der Welyka Terniwka (Велика Тернівка), einem 80 km langen Nebenfluss der Samara. Am gegenüberliegenden Flussufer liegt die Stadt Terniwka. Das Oblastzentrum Dnipro liegt etwa 75 km westlich von Bohdaniwka.

## Verwaltungsgliederung
Am 14. August 2015 wurde das Dorf zum Zentrum der neugegründeten Landgemeinde Bohdaniwka (Богданівська сільська громада/Bohdaniwska silska hromada). Zu dieser zählten auch die 8 in der untenstehenden Tabelle aufgelisteten Dörfer, bis bildete es zusammen mit den Dörfern Merzaliwka, Samarske und Schachtarske die gleichnamige Landratsgemeinde Bohdaniwka (Богданівська сільська рада/Bohdaniwska silska rada) im Osten des Rajons Pawlohrad.
Am 12. Juni 2020 kam noch das Dorf Bohuslaw zum Gemeindegebiet.
Folgende Orte sind neben dem Hauptort Bohdaniwka Teil der Gemeinde:
| Name                     | Name       | Name                         |
| ukrainisch transkribiert | ukrainisch | russisch                     |
| ------------------------ | ---------- | ---------------------------- |
| Bohuslaw                 | Богуслав   | Богуслав (Boguslaw)          |
| Kochiwka                 | Кохівка    | Коховка (Kochowka)           |
| Marjiwka                 | Мар’ївка   | Марьевка (Marjewka)          |
| Merzaliwka               | Мерцалівка | Мерцаловка (Marzalowka)      |
| Nowa Datscha             | Нова Дача  | Новая Дача (Nowaja Datscha)  |
| Nowa Rus                 | Нова Русь  | Новая Русь (Nowaja Rus)      |
| Samarske                 | Самарське  | Самарское (Samarskoje)       |
| Schachtarske             | Шахтарське | Шахтёрское (Schachtjorskoje) |
| Selene                   | Зелене     | Зелёное (Seljonoje)          |